# Never Take Friendship Personal
Never Take Friendship Personal is het tweede album van de alternatieve-rockband Anberlin. Dit album was een van de Top 100 Editor's Picks van Amazon.com in 2005. De singles die van dit album zijn uitgebracht zijn "A Day Late" en "Paperthin Hymn", van beiden is ook een muziekvideo gemaakt. Het nummer "(The Symphony of) Blasé" wordt soms ook wel "Amsterdam" genoemd. De naam van het album is geïnspireerd op de beslissing die de band heeft moeten nemen om gitarist Joey Bruce uit de band te zetten.
Het nummer "Dance, Dance Christa Päffgen" was geïnspireerd door het multi-talent Nico, die eigenlijk Christa Päffgen heet. Het nummer refereert aan haar moeilijkheden met drugs en haar overlijden, dat niks met drugs te maken had.

## Nummers
Alle nummers zijn geschreven door Anberlin (Stephen Christian en Joseph Milligan).

| Nr. | Titel                                     | Duur |
| --- | ----------------------------------------- | ---- |
| 1.  | Never Take Friendship Personal            | 3:31 |
| 2.  | Paperthin Hymn                            | 3:15 |
| 3.  | Stationary Stationery                     | 2:58 |
| 4.  | (The Symphony of) Blasé                   | 4:21 |
| 5.  | A Day Late                                | 3:25 |
| 6.  | The Runaways                              | 3:20 |
| 7.  | Time & Confusion                          | 3:23 |
| 8.  | The Feel Good Drag                        | 3:25 |
| 9.  | Audrey, Start the Revolution!             | 3:22 |
| 10. | A Heavy Hearted Work of Staggering Genius | 1:12 |
| 11. | Dance, Dance Christa Päffgen              | 7:06 |

## Medewerkers
- Stephen Christian – zanger, gitaar
- Deon Rexroat – basgitaar
- Joseph Milligan – gitaar
- Nathan Strayer – gitaar
- Nathan Young – drumstel
- Aaron Sprinkle – productie, engineering
- JR McNeely – mixing
- Troy Glessner – mastering
- Brandon Ebel – executive producer
- Phil Sneed – achtergrondzang ("The Runaways")
- Seth Roberts – achtergrondzang ("Stationary Stationery")
- Mike Weiss – gitaar ("Dance, Dance, Christa Päffgen")
- Ryan Clark – achtergrondzang ("Never Take Friendship Personal")
- Jeff Gros – fotografie
- John Deeb – band fotografie